# Golpe de Estado Gapsin
El golpe de Estado Gapsin (en coreano: 갑신정변,甲申政變), también conocido como la Revolución Gapsin (갑신 혁명,甲申革命) o Incidente Kapsin, fue un intento de golpe de Estado que comenzó el 4 de diciembre de 1884 y finalizó el 7 de diciembre de 1884 en la tardía dinastía de Corea. Los líderes pro-japoneses del golpe fueron suprimidos por una guarnición china en Corea, que condujo al dominio chino de Corea de 1885-1894. El nombre coreano de los acontecimientos lleva desde el designador año en el tradicional ciclo sexagesimal sistema de citas, "Gapsin" aquí se refiere al año 1884. 

## Historia y antecedentes
El Gaehwapa o partido de la iluminación, grupo de reformadores dirigidos por Kim Ok-Gyun y Pak Yonghyo trataron de iniciar rápidos cambios en Corea para abrir sus fronteras. Se trató de eliminar las distinciones sociales, incluyendo la eliminación de los privilegios legales de la clase yangban. Frustrado por facciones conservadoras dentro de la corte de Joseon, en particular el Sugup'a pro-chino, se puso en marcha un golpe de Estado con el apoyo de Japón el 4 de diciembre de 1884, tomando el palacio real en Seúl. 
Frente a esta amenaza, la reina Min pidió en secreto la intervención militar de la China Qing, y después de tres días, la revuelta fue reprimida por 1500 tropas de la guarnición china con sede en Seúl dirigido por el general Yuan Shikai. Durante la batalla subsiguiente, el edificio japonés de la legación fue quemado, y cuarenta japoneses fueron asesinados. Los activistas sobrevivientes del Gaehwapa escaparon a la ciudad portuaria de Chemulpo escoltados por el ministro japonés de Corea, Takejo, pero no abordaron un barco japonés para ir al exilio en Japón.

## Consecuencias
El gobierno japonés exigió una disculpa y la reparación por parte del gobierno de Corea sobre el incidente, que dio como resultado el Tratado de Japón-Corea de 1885 (Tratado de Hanseong), que fue firmado el 9 de enero de 1885. El tratado restauró las relaciones diplomáticas , y Corea acordó con Japón a pagar una suma de 110.000 de yenes y proporcionar un sitio y nuevos edificios para una nueva embajada japonesa. 
En un esfuerzo por reducir las tensiones sobre Corea, Japón y China acordaron retirar sus tropas de Corea en la Convención de Tientsin del mes de abril de 1885. Entonces China nombrado Yuan Shikai como Residente en Corea, que dirigió los asuntos de Corea hasta 1894.
- Datos: Q488282